# Johan Gustaf Edgren

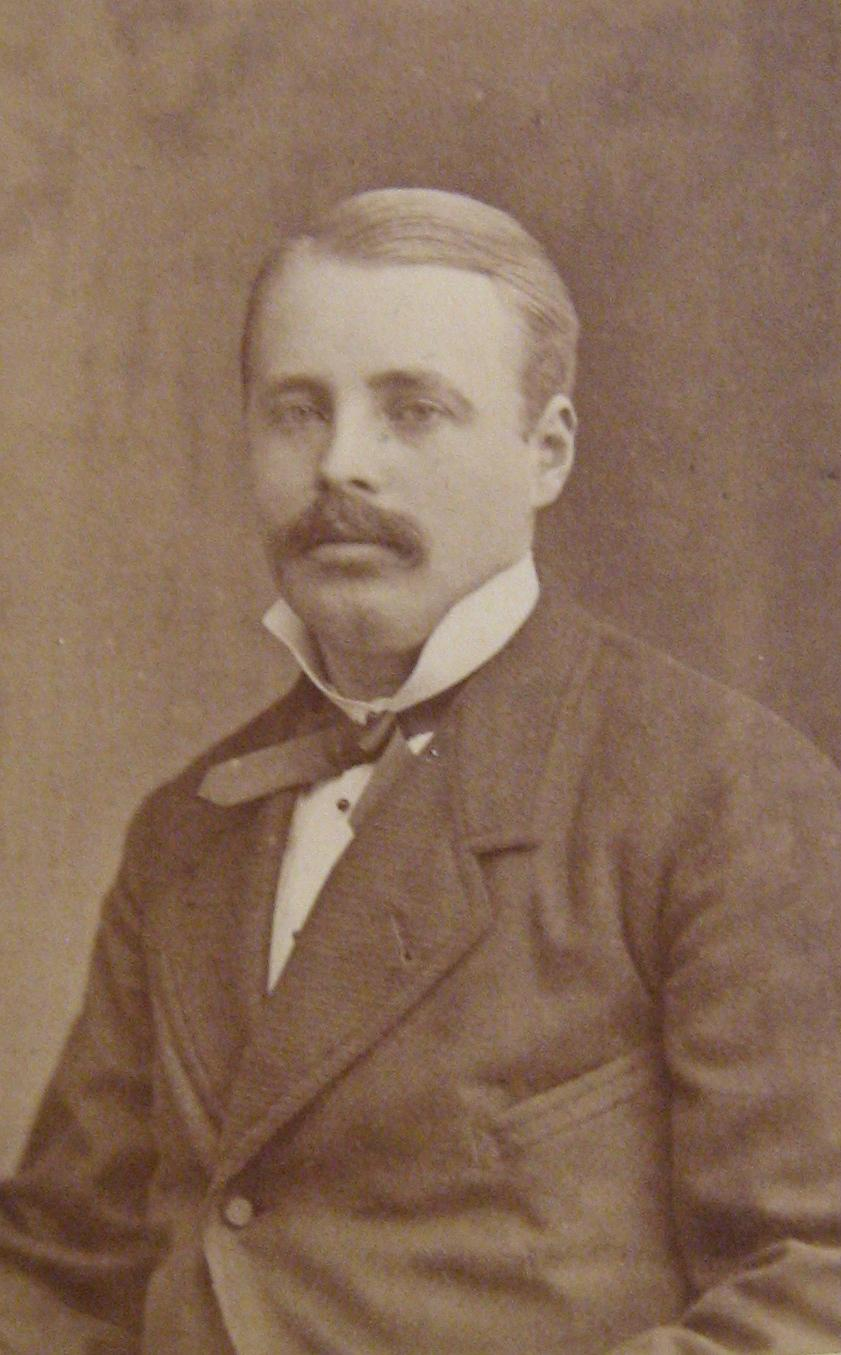
Johan Gustaf Edgren (1849-1929), fotograferad av Henri Osti 1877.

Johan Gustaf Edgren, ofta J.G. Edgren, född 9 oktober 1849 i Åmål, död 17 september 1929 i Stockholm, var en svensk läkare. Han var syssling till Hjalmar Edgren.

## Biografi
Edgren blev student vid Uppsala universitet 1871, medicine kandidat där 1876, medicine licentiat vid Karolinska institutet 1879 och medicine doktor i Uppsala 1881 efter disputation vid Karolinska institutet. Som laborator i fysiologi tjänstgjorde han 1877 i Uppsala och åren 1879-80 i Stockholm; han förordnades 1884 till docent i medicin vid Karolinska institutet, utnämndes 1888 till extra ordinarie professor och 1908 till ordinarie professor i samma ämne där. Han var livmedikus hos kung Oskar II från 1888 och efter dennes frånfälle hos efterträdaren Gustaf V fram till 1914 (sistnämnda år lämnade han även sin professur). Edgren gravsattes i Gustav Vasa kyrkas kolumbarium vid Odenplan i Stockholm.